# 기타 튜닝

다음은 기타  음들을 알맞은 음을 조절하는 방법이다. 기본으로 기타 바깥에서 보았을 때, 시계 방향으로 돌릴수록 낮은 소리가 나고, 반시계 방향으로 돌릴수록 높은 소리가 난다.

## 표준 튜닝
일단, 프렛을 잡지 않은 상태에서 줄감개를 돌리면서 기본음 6개를 맞추어야 한다. 줄 6개는 번호가 있는데 가장 가늘어진 줄이 1번 줄이고, 가장 굵어진 줄이 6번 줄이다. 맞추어야 할 음은 6번 줄부터 미-라-레-솔-시-미 순이다. 이런 튜닝을 표준 튜닝이라고 한다.

### 기계를 이용해서 튜닝
기계를 이용해서 튜닝을 할 때는 기계를 헤드 꼭대기 부분에 끼우고 음을 조절한다. 어떤 기계는 정상음이 되었을 때, 정중앙을 가리키는 기계도 있으며 어떤 기계는 거기에 초록색으로 전환되는 기계도 있다.
대부분의 기계는 영문 음이름(E-A-D-G-B-E)으로 나오며 어떤 기계는 줄 번호(6E-5A-4D-3G-2B-1E)까지 뜨는 기계도 있다.

### 5프렛 잡고 튜닝
우선 6번 줄을 '미'음에 맞추고 나서 5프렛에서 6번 줄을 잡고 나서 5번 줄을 조율해서 서로 같은 소리가 나면 된다. 5번 줄 조율이 끝났으면 마찬가지로 5프렛에서 5번 줄을 잡고 4번 줄을 조율해서 서로 같은 소리가 나도록 한다. 4번 줄 조율이 끝났으면 역시 5프렛에서 4번 줄을 잡고 3번 줄을 조율해서 서로 같은 소리가 나도록 한다. 3번 줄 조율이 끝났으면 4프렛에서 3번 줄을 잡고 2번 줄을 조율해서 서로 같은 소리가 나도록 한다. 2번 줄 조율이 끝났으면 마지막으로 5프렛에서 2번 줄을 잡고 1번 줄을 조율해서 서로 같은 소리가 나도록 하면 조율이 끝나게 된다.

## 메이저 키 튜닝
메이저 키 튜닝은 메이저코드에 맞게 튜닝을 하는 것이다.
| 코드 종류 | 화음         | 반복 튜닝         | 배음 튜닝         | 변형              |
| --------- | ------------ | ----------------- | ----------------- | ----------------- |
| C         | (C, E, G)    | C-E-G-C-E-G       | C-C-G-C-E-G       | C-G-C-G-C-E       |
| C♯        | (C♯, F, G♯)  | C♯-F-G♯-C♯-F-G♯   | C♯-C♯-G♯-C♯-F-G♯  | C♯-G♯-C♯-G♯-C♯-F  |
| D         | (D, F♯, A)   | D-F♯-A-D-F♯-A     | D-D-A-D-F♯-A      | D-A-D-F♯-A-D      |
| D♯        | (D♯, G, A♯)  | D♯-G-A♯-D♯-G-A♯   | D♯-D♯-A♯-D♯-G-A♯  | D♯-A♯-D♯-G-A♯-D♯  |
| E         | (E, G♯, B)   | E-G♯-B-E-G♯-B     | E-E-B-E-G♯-B      | E-B-E-G♯-B-E      |
| F         | (F, A, C)    | F-A-C-F-A-C       | F-F-C-F-A-C       | C-F-C-F-A-F       |
| F♯        | (F♯, A♯, C♯) | F♯-A♯-C♯-F♯-A♯-C♯ | F♯-F♯-C♯-F♯-A♯-C♯ | C♯-F♯-C♯-F♯-A♯-F♯ |
| G         | (G, B, D)    | G-B-D-G-B-D       | G-G-D-G-B-D       | D-G-D-G-B-D       |
| G♯        | (G♯, C, D♯)  | G♯-C-D♯-G♯-C-D♯   | G♯-G♯-D♯-G♯-C-D♯  | D♯-G♯-D♯-G♯-C-D♯  |
| A         | (A, C♯, E)   | A-C♯-E-A-C♯-E     | A-A-E-A-C♯-E      | E-A-E-A-C♯-E      |
| A♯        | (A♯, D, F)   | A♯-D-F-A♯-D-F     | A♯-A♯-F-A♯-D-F    | A♯-F-A♯-F-A♯-D    |
| B         | (B, D♯, F♯)  | B-D♯-F♯-B-D♯-F♯   | B-B-F♯-B-D♯-F♯    | B-F♯-B-F♯-B-D♯    |